# Долорес Клейборн (фільм)
«Долорес Клейборн» (англ. Dolores Claiborne) — американський детектив 1995 року режисера Тейлора Гекфорда. Екранізація однойменного твору Стівена Кінга «Долорес Клейборн».

## Сюжет
В містечку, на невеликому острові, відбувається вбивство літньої заможної пані Віри Донован, обвинувачення падають на її служницю, жінку з суворою вдачею на ім'я Долорес Клейборн. Всі докази вказують на її причетність, оскільки жінка впала зі сходів попри те, що давно не ходила, проте слідство ще попереду. До рідного міста, щоб підтримати матір, повертається дочка Долорес, журналістка з Нью-Йорка Селена. Долорес безуспішно намагається довести свою невинність, проте всі до останнього в місті впевнені, що вона вбила свою роботодавицю так само, як колись убила чоловіка. Детектив, який не зміг довести 20 років тому вину Долорес, має намір взяти реванш.
Дочка Долорес Селена теж вважає, що її мати вбила батька, саме тому вона довгі роки з нею не розмовляла. Далі показують спогади Долорес, з яких її чоловік постає злим алкоголіком, який бив її і домагався малої Селени. Долорес збирала гроші на освіту дочки, але коли дізналася про домагання чоловіка, намагалася зняти гроші з банку і втекти з дочкою. Однак чоловік вже давно забрав гроші і пропив їх.
Повернувшись у сьогодення, Долорес розповідає, що Віра просила її допомогти вчинити самогубство. Детективи їй не вірять. Все ускладнюється тим, що, згідно із заповітом Віри Донован, Долорес єдина спадкоємиця. Детектив МакКей практично переконує Селену в вині матері. Нарешті Долорес вирішує розповісти доньці правду. Саме Віра Донован багато років тому підказала їй, як убити чоловіка-тирана. Долорес каже, що була доведена до відчаю, дізнавшись про домагання Джо до своєї дочки, які Селена, зрозуміло, заперечує.
Долорес знову занурюється в спогади двадцятирічної давнини, в яких Віра, як зазвичай, знущається над нею, Долорес починає плакати і розповідає про своє становище. Тон Віри змінюється і вона натякає Долорес, що допомогла померти своєму чоловікові, колись інсценувавши нещасний випадок. Спільна біда жінок зближує їх, і Віра допомагає Долорес взяти контроль над власним життям.
Для цього Долорес вибирає час затемнення, коли Селена, будучи дитиною, підробляє в місцевому готелі, оскільки в цей час на острові багато туристів. Долорес купує віскі своєму чоловікові і чекає його повернення з риболовлі. Коли він, повернувшись додому, напивається, вона заводить з ним розмову, в якому викриває його злочини, крадіжку грошей і домагання до дочки. Чоловік у люті намагається вбити Долорес, потрапляє в її пастку і падає в старий колодязь, де вона залишає його помирати.
Повернувшись у наш час, Селена чує розповідь матері, записану на плівку. Уже залишаючи острів, Селена раптом згадує, як її батько домагався її. Вона повертається до матері, де з тієї вибивають зізнання у справі Віри Донован. Не маючи достатніх доказів, щоб звинуватити Долорес, детектив МакКей змушений її відпустити, оскільки термін давності убивства чоловіка вичерпався.

## У ролях
- Кеті Бейтс — Долорес Клейборн
- Дженніфер Джейсон Лі — Селена Сент-Джордж
- Джуді Парфітт — Віра Донован
- Крістофер Пламмер — детектив Джон МакКей
- Девід Стретейрн — Джо Сент-Джордж
- Ерік Богосян — Пітер
- Джон С. Рейлі — констебль Френк Стемшоу
- Еллен Муф — юна Селена
- Боб Ґантон — містер Піз

## Нагороди та номінації
- 1995 — приз кінофестивалю в Токіо за найкращу жіночу роль другого плану (Еллен Муф).
- 1996 — три номінації премії «Сатурн»: найкраща акторка (Кеті Бейтс), найкраща акторка другого плану (Дженніфер Джейсон Лі), краща музика (Денні Ельфман).
- 1996 — номінація на премію Едгара Аллана По за найкращий фільм (Тоні Гілрой).